# Yi, Jinzhou
Yi, även känt som Ihsien, är ett härad som lyder under Jinzhous stad på prefekturnivå i Liaoning-provinsen i nordöstra Kina.